# Academia de Ciencias de Baviera
La Academia de Ciencias de Baviera (en alemán, Bayerische Akademie der Wissenschaften) es una institución pública independiente, ubicada en Múnich. Agrupa a académicos cuyas investigaciones han contribuido significativamente al desarrollo del conocimiento en sus respectivas áreas.

## Historia
La Academia fue fundada en 1759 por el entonces Príncipe elector Maximiliano III José de Baviera. El proyecto fue iniciado por el concejal Johann Georg von Lori, fundador de la Sociedad de Sabios de Baviera (Bayerische Gelehrten Gesellschaft). Originalmente, la Academia contaba con dos divisiones, la Clase de Historia (Historische Klasse) y la Clase de Filosofía (Philosophische Klasse); las ciencias naturales, incluidas la matemáticas y la física, eran consideradas parte de la Clase de Filosofía. Hoy en día, la Academia aún se encuentra dividida en dos clases, pero estas son ahora la Clase de Filosofía e Historia (que incluye las ciencias sociales y humanas) y la Clase de Matemáticas y Ciencias Naturales.

## Miembros
En cada clase, el número de miembros ordinarios se limita a 45, y el número de miembros correspondientes se limita a 80. Sin embargo, los miembros ordinarios en, o sobre, la edad de 70 años no se cuentan para este límite, por lo tanto el número de miembros ordinarios, por lo general es alrededor de 120.
Durante el curso de su historia, la academia ha tenido numerosos miembros famosos, entre ellos Johann Wolfgang von Goethe, los hermanos Grimm, Theodor Mommsen, Anthimos Gazis, Alexander y Wilhelm von Humboldt, Kurt Sethe, Max Planck, Otto Hahn, Albert Einstein, Max Weber, Werner Heisenberg y Adolf Butenandt.

## Presidentes
El primer Presidente fue el director de la Casa de la Moneda y de la Comisión de Minería, Sigmund Count de Haimhausen. Entre los presidentes estuvieron Friedrich Heinrich Jacobi, Friedrich Wilhelm von Schelling, Justus von Liebig, Ignaz von Döllinger, Max von Pettenkofer y Walther Meißner.
| Karl-Heinz Hoffmann                    | 2011                 |
| Dietmar Willoweit                      | 2006–2010            |
| Heinrich Nöth                          | 1998–2005            |
| Horst Fuhrmann                         | 1992–1997            |
| Arnulf Schlüter                        | 1986–1991            |
| Herbert Franke                         | 1980–1985            |
| Walter Rollwagen                       | 1977–1979            |
| Hans Raupach                           | 1970–1976            |
| Robert Sauer                           | 1964–1970            |
| Friedrich Baethgen                     | 1956–1964            |
| Richard Wagner                         | 1952–1956            |
| Heinrich Mitteis                       | 1950–1952            |
| Walther Meißner                        | 1946–1950            |
| Mariano San Nicolò                     | 1944–1945            |
| Karl Alexander von Müller              | 1936-1944            |
| Leopold Wenger                         | 1932–1935            |
| Karl Ritter von Goebel                 | 1930-1932            |
| Eduard Schwartz                        | 1927–1930            |
| Max Franz Maria von Gruber             | 1924–1927            |
| Hugo von Seeliger                      | 1919–1923            |
| Otto Crusius                           | 1915–1918            |
| Karl Theodor von Heigel                | 1904-1915            |
| Karl Alfred von Zittel                 | 1899–1904            |
| Max von Pettenkofer                    | 1890–1899            |
| Johann Joseph Ignaz von Döllinger      | 1873–1890            |
| Justus von Liebig                      | 1859–1873            |
| Friedrich Wilhelm von Thiersch         | 1848–1859            |
| Maximilian Prokop von Freyberg         | 1842–1848            |
| Friedrich Wilhelm Joseph von Schelling | 1827–1842            |
| Friedrich Heinrich von Jacobi          | 1807–1812            |
| Anton Clemens von Törring-Seefeld      | 1793-1807            |
| Maximilian Joseph von Seinsheim        | 1769–1787            |
| Johann Joseph von Baumgarten           | 1768–1769            |
| Max Emanuel von Törring-Jettenbach     | 1762–1768            |
| Joseph Franz Maria von Seinsheim       | 1761-1762            |
| Sigmund Ferdinand von Haimhausen       | 1759-1761; 1787-1793 |

## Comisiones de la Academia
Para la consecución de los proyectos a largo plazo, la Academia forma Comisiones. En la actualidad, 39 Comisiones emplean a más de 300 personas.

## Dirección
Bayerische Akademie der Wissenschaften

Alfons-Goppel-Str. 11

80539 München

Germany

Tel. +49-89-23031-1141